# أماليا أميرة أولدنبورغ
كانت أماليا أميرة أولدنبورغ (21 ديسمبر 1818 – 20 مايو 1875)؛ أميرة بافارية، أصبحت ملكة اليونان منذ 1836 حتى 1862 بزواجها من الملك أوتو فريدرش لودفيغ، أكن لها اليونانيون عمومًا عاطفة كبيرة بسبب حبها الوطني للبلاد وجمالها، خلال فترة حكمها كرست نفسها للإصلاح الاجتماعي وتأسيس العديد من الحدائق في أثينا، وكانت أول من أدخل شجرة الميلاد إلى اليونان.
عندما وصلت إلى اليونان عام 1837، ظفرت بقلوب اليونانيين لجمالها البهي، وبعد أن انخرطت أكثر في السياسة، أصبحت هدفًا لهجمات شرسة، وتضررت صورتها أكثر لعدم قدرتها على إنجاب وريث للعرش. طُردت هي وزوجها من اليونان عام 1862، بعد إحدى الثورات. وأمضت بقية حياتها منفية في بافاريا.
كانت الوصية على عرش اليونان في 1850 - 1851، ومرة ثانية في 1861 - 1862 أثناء غياب أوتو.
يُنسب إلى أماليا ابتكار «فستان البلاط ذو الطراز الشعبي الرومانسي»، الذي أصبح في المقابل الزي الوطني اليوناني.

## ملكة اليونان
في بدايات النظام الملكي الجديد، جلبت الملكة أماليا، بجمالها وحيويتها، طيفًا من الموضة العصرية والتقدم إلى البلد الفقير. عملت بكد من أجل التحسين الاجتماعي وإنشاء العديد من الحدائق في أثينا، وفازت في البداية بقلوب اليونانيين بجمالها الحيوي والمحبة التي أظهرتها لوطنها الجديد. كانت أماليا أول من أدخل شجرة عيد الميلاد إلى اليونان.
خلال سنواتها الأولى في اليونان، كانت أثينا مدينة صغيرة نسبيًا؛ استقر الملك والملكة في منزل صغير أثناء بناء القصر الملكي القديم. كانت الحاشية الملكية مكونة في معظمها من الألمان، مع وجود استثناءات قليلة. وكان حاجب الملكة ووصيفتها الرئيسية، الزوجان الألمانيان كليمنس فون ويتشس غلون ودوروثيا فون ويتش غلون، وكانت جولي فون نوردنفليخت مرافقتها المفضلة. مكثت شقيقة الملكة، الأميرة فريدريكه، معها في اليونان عدة سنوات حتى غادرتها بعد ثورة سبتمبر عام 1843.

وصفت كاتبة المذكرات كريستيان لوث الملكة في 1839 – 1840:
كانت الملكة صغيرة الحجم وجميلة وذات مظهر جذاب. كانت مفعمة بالحيوية، إن لم تصل حد التطرف بها، وتحدثت عن مواضيع مختلفة وأثنت على اليونان، مفضلة إياه على بلدان الشمال الأوروبي، وكانت متأكدة من أننا سنعتاد قريبًا جدًا على هذا البلد الجميل بمناخه اللطيف. [...] آمنت الملكة بالخرافات كثيرًا، وتجنبت استضافة ثلاثة عشر شخصًا على مائدة العشاء، وكانت تعتقد أن ظهور سيدة بيضاء أو سوداء أمامها ينذر بوقوع حدث مهم في بافاريا أو أولدنبورغ. كانت تؤمن أيضًا بفكرة التقمص، وجعلت شخصيتها الحازمة من الصعب ثنيها عن شيء ما بمجرد اتخاذ قرارها بفعله.
تصف كريستيان لوث البلاط في أثينا بأنه مجتمع صغير مليء بالقيل والقال: «يكمن الإزعاج بوجودٍ دائم للخدم الألمان في مكان يسمح لهم بسماع كل شيء؛ كان جميع موظفي البلاط ألمانيين مع استثناءات قليلة. لم يوجد حد للثرثرة، إذ أظهرت الملكة اهتمامًا حتى في أقل الأمور أهمية، فكانت تتلقى كل ما يمكن أن يقدمه لها الخدم والوصيفات بلهفة وحماس، فكانت الملكة «سيدة» القيل والقال.
كانت الملكة أماليا تحب الرقص وركوب الخيل، فنظمت الحفلات في البلاط ولطالما ركبت على ظهر الخيل في أثينا وما حولها، وأمكن رؤيتها دائمًا في الأنشطة الترفيهية التي كانت شائعة بين نساء الطبقة العليا في أوروبا الغربية ولكنها جديدة في اليونان حيث عاشت النساء عادة في عزلة تحت ظل الإمبراطورية العثمانية.

### أزمة الخلافة والنشاط السياسي
عندما وقع الملك أوتو ومستشاروه البافاريون في شرك الصراع السياسي مع القوى السياسية اليونانية، انخرطت الملكة أيضًا في ذلك المجال. فأصبحت هدفًا للهجمات الشرسة، ظلت بروتستانتية في دولة أرثوذكسية بالدرجة الأولى طوال فترة حكم زوجها.

تصف كريستيان لوث دور الملكة أثناء ثورة 3 سبتمبر 1843:
جال الأولان (الخيالة الخفيفة) باستمرار حول القصر على ظهور الخيل للتأكد من عدم هروب أحد، واتخذ عناصر الجيش جميعهم مواقع تهديدية متأهبين لإطلاق النار. ملأ الآلاف من العامة الساحة الكبرى وكان بإمكانك سماعهم ينادون: «فليعش الدستور!» [...] كانت الملكة مع الملك طوال الوقت وأخبرته أنه لا يوجد سوى خيارين: إما التوقيع أو التنازل.
ووصفت لوث الملكة بأنها كانت متوترة ومتشائمة خلال الأيام التي أعقبت الثورة. لم ترغب بسماع العظات الدينية ووضبت كتبها في حال المغادرة، ونصحت شقيقتها الأميرة فريدريكه بمغادرة اليونان لأنها لم تعد قادرة على ضمان سلامتها. كتب الملك والملكة إلى لودفيغ ملك بافاريا طالبين مساعدته، لكن الملكة أشارت إلى عدم توقع الرد حتى ستة أسابيع، وبحلول ذلك الوقت «لا يعلم إلا الله كيف ستسير الأمور». وفي يوم الاسم الخاص بالملكة لم يستضف القصر حفلًا راقصًا: «... من غير الحكمة فعل ذلك، فلن يخاطر المرء بإحياء حفل آخر شبيه بحفل غوستاف الثالث التنكري. انتشرت الشائعات يوميًا بأن أثينا ستُحرق في أركانها الأربع جميعًا، إذا جاز التعبير، ويُذبح الجميع».
لم تحظ ديانة الملكة أماليا اللوثرية باهتمام كبير في البداية، لكن النفور منها زاد عندما لم تنجب طفلًا يمكن تنشئته أرثوذكسيًا. كانت أزمة الخلافة إحدى أكبر الأزمات في عهد أوتو، فضلًا عن عدم شعبيتها. كان السبب وراء عدم إنجاب أوتو وأماليا عرضة للنقاش. فخلال تلك الفترة الزمنية، اعتُبر العقم عمومًا خطأ المرأة، وكان رقص أماليا المتكرر وركوبها الخيل سببان تُلام عليهما لذلك. خضعت لمختلف علاجات الخصوبة حتى عيد ميلادها الخامس والثلاثين. فمُنح أشقاء أوتو الحق في العرش من بعده، ولكن الشائعات ترددت بأن الملكة أماليا ترغب في تعيين شقيقها إليمار الأولدنبورغي وريثًا بدلًا عنهم.
مُنحت الملكة مع الوقت تأثيرًا أكبر. إذ حصلت أماليا على حق الحكم وصيةً في حال غياب أو عدم أهلية الملك أو وريث العرش. فمارست حق الوصاية على اليونان في 1850 - 1851 عندما كان أوتو في ألمانيا لأسباب صحية، ومرة ثانية في 1861 - 1862، عندما زار أوتو عائلته في بافاريا لمناقشة أزمة الخلافة.
كان تأثيرها السياسي مثيرًا للجدل. ساد الاعتقاد بأن حاشيتها المقربة تؤثر عليها، ولا سيما كبيرة وصيفاتها البارونة فيلمين فون بلوسكو التي قيل إنها تؤثر على شؤون الدولة، خصوصًا في الأمور المتعلقة بالنمسا، من خلال الملكة والملك على حد سواء، مما عرضها للنزاعات.

### تأثير الموضة
عندما وصلت إلى اليونان ملكةً في 1837، كان لها تأثير مباشر على الحياة الاجتماعية والموضة. أدركت أن ملابسها يجب أن تحاكي ملابس شعبها الجديد، ولذلك ابتكرت فستانًا للبلاط على الطراز الشعبي الرومانسي، فأصبح زيًا يونانيًا وطنيًا ما زال يُعرف باسم فستان أماليا.
يحاكي أسلوب بيدرماير مع قميص أبيض فضفاض من القطن أو الحرير، وغالبًا ما يكون مزينًا بالدانتيل عند الرقبة والأكمام، ويأتي فوقه دثار أو سترة مترفة التطريز، وعادة ما تكون باللون الأزرق الداكن أو المخمل الأرجواني. أما التنورة فكانت حتى الكاحل، من قماش الحرير غير المضغوط وذو طيات، وعادةً ما يكون لونها أزرق سماوي. ويُستكمل الزي بقلنسوة ناعمة أو طربوش مع شرابة واحدة طويلة من الحرير المذهب، ترتديها النساء المتزوجات تقليديًا، أو مع كالباكي (طاق) لغير المتزوجات، وأحيانًا بحجاب أسود للكنيسة. أصبح هذا الفستان الزي التقليدي لسيدات المدينة المسيحيات في كل من أراضي البلقان التي تحتلها الإمبراطورية العثمانية والمحررة منها، وصولًا إلى بلغراد في أقصى الشمال.